# Deambulatore

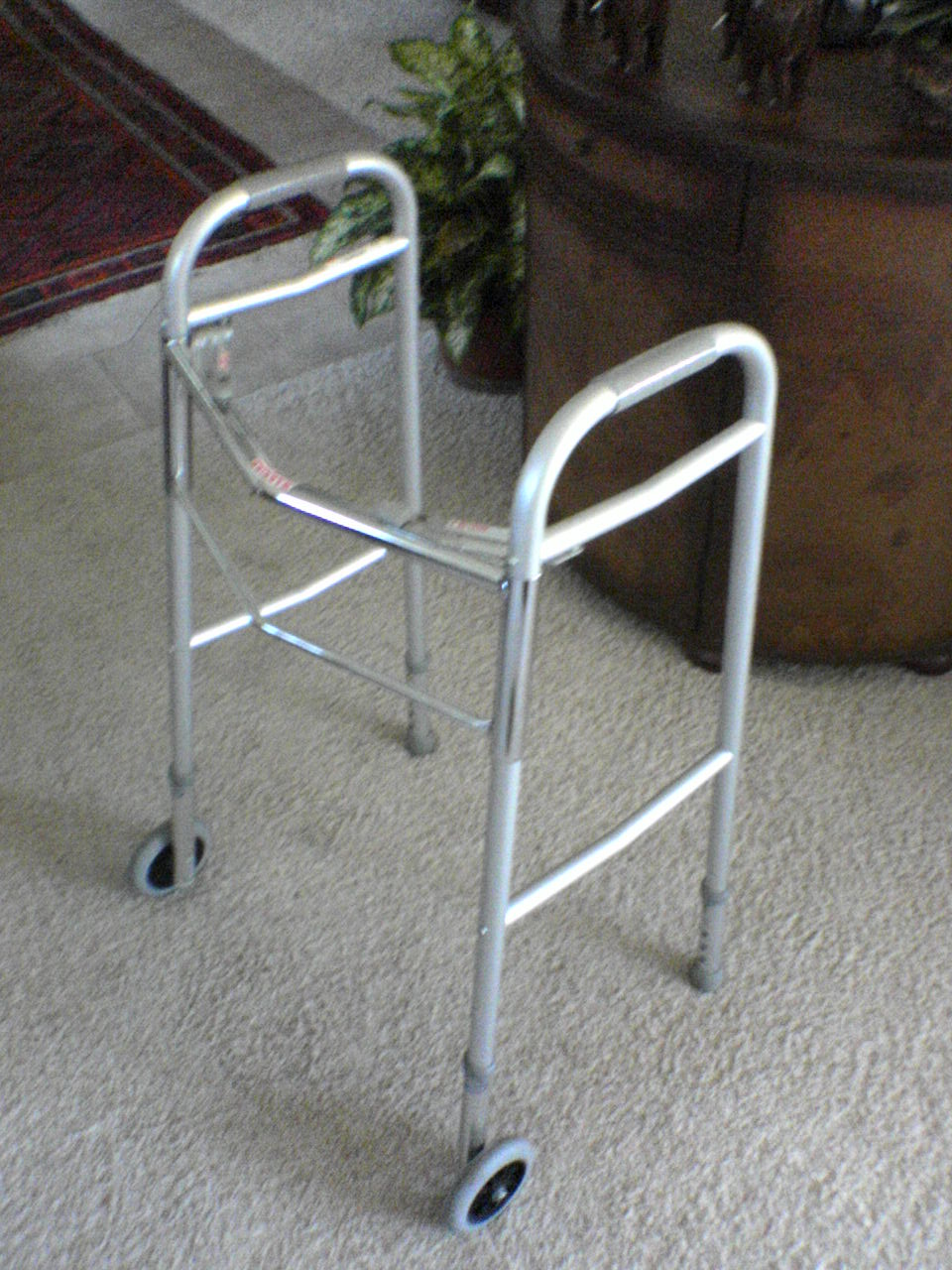
Un primo modello di deambulatore con ruote.

Un deambulatore è un dispositivo medico che viene utilizzato da persone disabili o anziane che hanno bisogno di un ulteriore sostegno per mantenere un adeguato equilibrio o la stabilità mentre deambulano oppure usato da persone con problematiche riguardanti la perdita di equilibrio
. In commercio esistono diversi tipi di deambulatori, ciascuno con finalità particolari, prodotti e commercializzati da numerose società.
I deambulatori iniziarono ad apparire nei primi anni cinquanta. Il primo brevetto statunitense fu assegnato nel 1953 a William Cribbes Robb, di Stretford, in Inghilterra, per un dispositivo chiamato "deambulatore", che era stato depositato presso l'ufficio brevetti britannico nel mese di agosto 1949. Due varianti con ruote furono entrambe coperte da brevetto negli USA nel maggio 1957, e il primo disegno privo di ruote, che in lingua inglese fu chiamato "walker" venne brevettato nel 1965 da Elmer F. Ries di Cincinnati, Ohio. Il primo deambulatore che richiama nell'aspetto i moderni dispositivi fu invece brevettato nel 1970 da Alfred A. Smith di Van Nuys, California.

## Design
Il disegno di base è costituito da un telaio che è alto all'incirca come l'altezza delle anche di un uomo medio, profondo circa 30 cm (più o meno quanto il bacino umano) profondo e leggermente più ampia rispetto all'utente. I deambulatori sono disponibili anche in altri formati come il deambulatore pediatrico (per bambini) o bariatrico (per le persone obese).
I moderni deambulatori sono finemente regolabili e possono essere posizionati in altezza fino alle dimensioni ritenute più comode per l'utente, permettendo comunque al paziente di mantenere una leggera curvatura (flessione) degli arti superiori. Questa leggera flessione risulta fisiologicamente necessaria per consentire la corretta circolazione del sangue attraverso le braccia nel corso dell'utilizzo del deambulatore.
Le due gambe anteriori del deambulatore possono essere o meno dotate di ruote, a seconda della forza e delle capacità residue di deambulazione della persona che utilizza il dispositivo. Esistono peraltro anche deambulatori dotati di ruote piroettanti sulle gambe posteriori di un deambulatore dotato di ruote anteriori.
I moderni deambulatori si caratterizzano per la notevole leggerezza (generalmente intorno ai 7 kg di peso) e stabilità. Queste caratteristiche vengono perseguite attraverso l'impiego di materiali moderni, come ad esempio il telaio in alluminio, a garanzia di una notevole resistenza agli urti e di un peso contenuto.

## Utilizzo
La persona si trova a camminare con il bacino all'interno dell'area del deambulatore, con le mani che poggiano sulla struttura di metallo del telaio a fornire un sostegno supplementare.
Tradizionalmente, un deambulatore o girello viene raccolto e posizionato a una breve distanza (circa 15–20 cm) davanti all'utilizzatore. Viene appoggiato assicurandosi che tutti e 4 i piedini siano ben poggiati a terra, quindi l'utente cammina, prima con una gamba e poi con l'altra, verso l'ausilio e il processo viene ripetuto.
Per evitare che il dembulatore si inclini di lato, esponendo l'utente al rischio di una rovinosa caduta, è necessario che tutti e 4 i piedini poggino per terra.
I deambulatori a struttura rigida, privi di ruote, sono destinati ad utenti che non hanno un sufficiente equilibrio con le stampelle ma richiedono solo un minimo sostegno, e richiedono che per avanzare il passo, il deambulatore venga sollevato almeno di un minimo.
Questo tipo di ausili necessitano che il paziente conservi un discreto controllo delle articolazioni degli arti superiori ed una buona capacità di prensione con le mani.
Solo in questo modo è possibile ottenere un effetto di spinta/strisciamento del deambulatore stesso.
Il problema è in parte risolto dai deambulatori dotati di piedini, meglio ancora dotati di ruote.
Con questo tipo di deambulatori l'utente può spingere in avanti l'ausilio, piuttosto che raccoglierlo e posizionarlo davanti a sé. L'accorgimento dei piedini/ruote rende più semplice l'utilizzo del deambulatore, in quanto non è richiesto che il paziente utilizzi le braccia per sollevarlo e posizionarlo di fronte e poco più in là del suo baricentro. Questo tipo di ausili viene incontro a quegli utenti che hanno poca forza nelle braccia.
Un deambulatore è un ottimo strumento per coloro che sono convalescenti e si stanno riabilitando a seguito di un trauma ad un arto inferiore oppure al dorso od in regione lombare. Risulta anche ampiamente utilizzato da persone con disturbi di appoggio del piede o con lievi problemi di equilibrio.

## Mini deambulatore
Si tratta di un ausilio per la deambulazione che è circa la metà, nelle dimensioni, rispetto ad un deambulatore tradizionale. Questo ausilio è destinato all'uso da parte di persone la cui destrezza, in una mano o un braccio, è limitata o inesistente. Gli emideambulatori sono più stabili rispetto ad un bastone quadripode (un bastone con quattro punti che toccano il suolo, anziché uno solo), ma non sono raccomandati se il soggetto è in grado di utilizzare un deambulatore tradizionale.

## Stampella ibrida
Una stampella ibrida (in inglese walker cane hybrid) è un ausilio introdotto nel 2012 e progettato per colmare il divario esistente tra un bastone da passeggio e un girello.
La stampella ibrida è dotata di due gambe che forniscono un supporto laterale (da lato a lato), supporto del quale risulta privo il semplice bastone da passeggio.
Può essere utilizzata con le due mani poste di fronte all'utente, similmente a quanto accade per un girello, e in tal modo fornisce un supporto maggiore di quanto non possa essere dato da un semplice bastone da passeggio.
L'ausilio può anche essere regolato per essere utilizzato con una o due mani, sul davanti e sul lato, così come un supporto per salire le scale.
Si deve comunque tenere presente che queste stampelle ibride non sono progettate per sostituire un classico deambulatore, che normalmente è fornito di quattro gambe, progettato per essere utilizzato con entrambe le mani e dare supporto nelle diverse direzioni.

## Rollatore
Un approccio diverso al deambulatore è il rollatore, chiamato anche deambulatore con ruote, inventato dallo svedese Aina Wifalk nel 1978, un malato di poliomielite. 
Anche se in origine si trattava di un marchio, "rollator" in molti paesi è diventato un termine generico che indica un deambulatore dotato di ruote (spesso 4, due anteriori e due posteriori), ed è anche il tipo più comune di deambulatore.
Il rollatore è in genere costituito da un telaio con tre o quattro grandi ruote, un manubrio e spesso un sedile incorporato, che permette all'utente di fermarsi per riposare quando necessario. I deambulatori sono spesso dotati di un carrello, generalmente anteriore, che può essere utilizzato per riporre degli oggetti, ad esempio una borsa della spesa. 
I Rollatori sono in genere più sofisticati rispetto ai deambulatori convenzionali con ruote. In questi ausili più moderni, oltre a specifici sistemi di regolazione dell'altezza, esistono infatti delle manopole, definite manopole di spinta con una impugnatura in materiali morbidi (ad esempio gomma) al fine di facilitare la presa, rendendola più sicura e confortevole. Queste manopole di impugnatura e di spinta sono regolabili in altezza (generalmente entro una ventina di centimetri) per adeguarsi alle esigenze del paziente.
Sono inoltre dotati di una leva del freno, posizionata immediatamente al di sotto delle manopole, avente sia una funzione di sicurezza durante la deambulazione (impiegabile per fermare immediatamente il rollatore), sia una finalità di stazionamento allorché il dispositivo viene utilizzato dall'utente come appoggio che gli permette di sedersi in sicurezza.
I deambulatori più tecnologici possono presentare un sistema di seduta, che varia da costruttore a costruttore, in genere costituito da un sedile pieghevole in materiale plastico molto resistente, che può essere 
utilizzato dall'utente quando il deambulare è divenuto eccessivamente faticoso e necessita di una pausa e di riposo. Determinati modelli possono anche essere dotati di una fascia poggia schiena, avente appunto funzione di schienale.
La robustezza dei rollatori spesso è superiore rispetto a quella dei deambulatori convenzionali. I freni possono essere utilizzati anche per favorire le manovre con il rollatore: frenando un lato, mentre si sta ruotando, il rollatore gira automaticamente verso quel lato permettendo di raggiungere un raggio di sterzata molto stretto.
Nei rollatori più moderni si preferisce il ricorso a ruote anteriori e posteriori di grandi dimensioni (rispetto alle piccole ruote dei primi deambulatori), in quanto questa scelta sembra consentire di superare in modo più agevole determinati ostacoli che si possono trovare per strada, così come gradini, tombini sporgenti, marciapiedi o cordoli, il tutto in elevata sicurezza. Esistono inoltre modelli dotati di sospensioni interne, sempre finalizzate al facile passaggio su superfici sconnesse.

## Galleria d'immagini

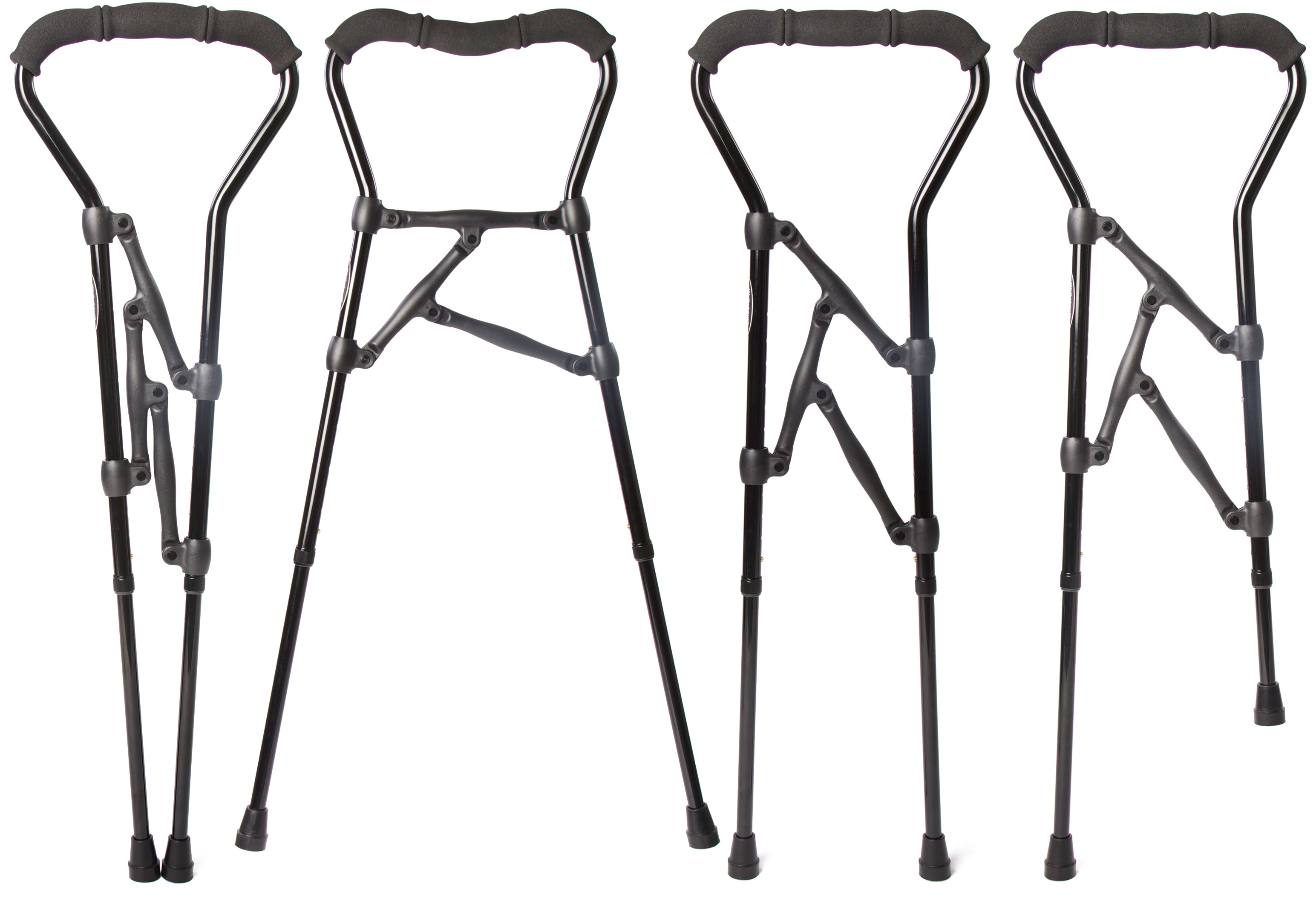
Una stampella ibrida aperta nelle 4 configurazioni.
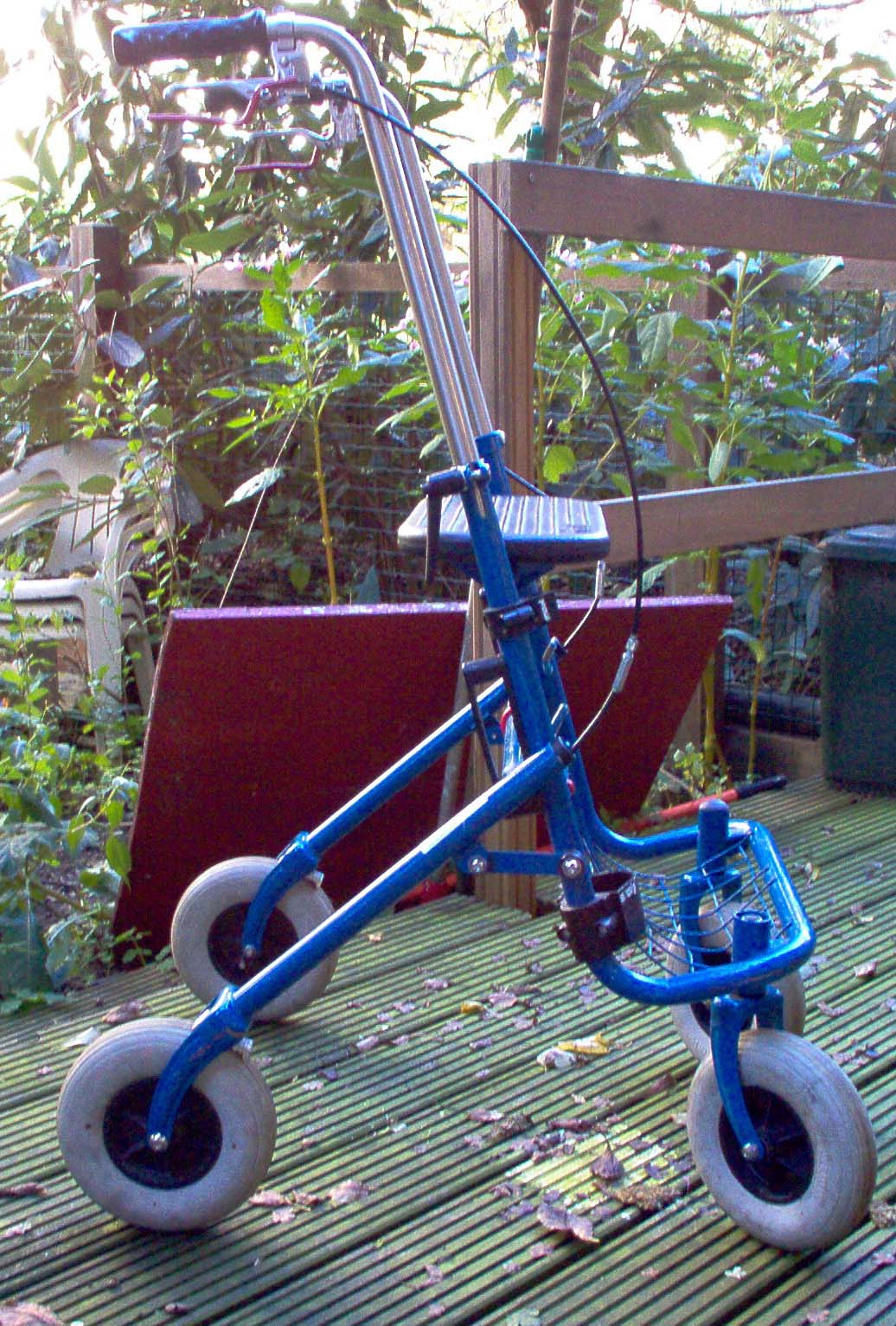
L'originale rollatore, con freni a mano e un sedile incorporato, ma senza carrello.
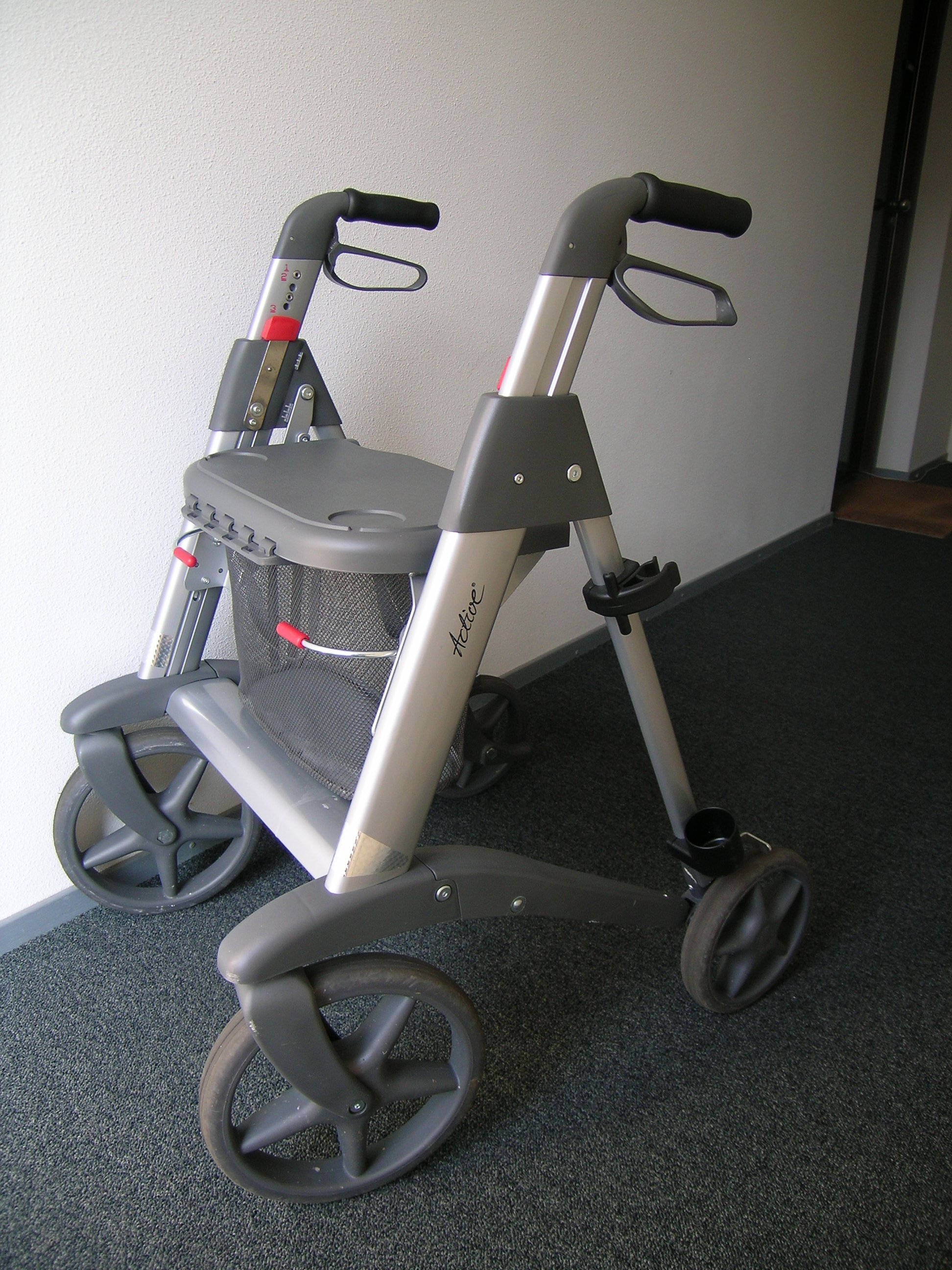
Una variante successiva del deambulatore, in cui il sedile funge anche da coperchio per il carrello.